# Allegra Botteghi
Allegra Botteghi (Bologna, 15 luglio 1995) è una cestista italiana.
Ala di 181 cm, ha giocato in Serie A1 con Torino e Sesto San Giovanni.